# 山本真史
山本 真史（やまもと しんじ 、1959年 - ）は、日本の高校野球指導者。

## 概要
兵庫県明石市出身、滝川高等学校卒業、日本体育大学卒業。
大学在学中より春日部共栄高等学校のコーチとなる。後に同校の部長となり、1991年には部長として春日部共栄高等学校野球部を春夏連続で甲子園に導く。1992年には滝川第二高等学校のコーチに就任、1996年には同校の監督に就任する。1999年には滝川第二高等学校を春夏連続で甲子園に導く。同年の秋に監督を辞任。
2014年12月には再び滝川第二高等学校の監督に就任。監督就任中であった2015年4月18日、部員が賭けトランプをしていたことが発覚した。賭けていたのは現金ではなくジュースや菓子であったが、その年の春季大会への出場を辞退した。警察はこれを賭博ではなく単なるカードゲームとした。
監督就任時であった2015年には、滝川第二高等学校が兵庫県代表として第97回全国高等学校野球選手権大会に出場。